# Stanisław Barylski
Stanisław Barylski (ur. 24 września 1904 w Częstochowie, zm. 20 czerwca 1974 w Warszawie) – polski architekt. 

## Życiorys
Projektant licznych budynków mieszkalnych, przede wszystkim na warszawskiej Saskiej Kępie, w tym przy ul. Berezyńskiej 16, Walecznych, Zwycięzców, Francuskiej, Katowickiej 7a i Czeskiej. Mieszkał m.in. przy ul. Dąbrowieckiej, w zaprojektowanej przez siebie kamienicy z 1937 roku. Poza domami mieszkalnymi projektował także obiekty sportowe, jak np. Stadion Marymontu Warszawa.